# Carlo Russolillo
Carlo Leonardo Russolillo (ur. 17 marca 1957 w Genui) – włoski bokser, trzykrotny medalista mistrzostw Europy.
Wystąpił w wadze  piórkowej (do 57 kg) na mistrzostwach Europy w 1977 w Halle, lecz przegrał pierwszą walkę. Na mistrzostwach świata w 1978 w Belgradzie odpadł w ćwierćfinale tej kategorii wagowej. Zdobył brązowy medal w wadze piórkowej na mistrzostwach Europy w 1979 w Kolonii, gdzie po wygraniu dwóch walk uległ w półfinale Caczo Andrejkowskiemu z Bułgarii.
Później startował w wadze lekkiej (do 60 kg). Wystąpił w niej na igrzyskach olimpijskich w 1980 w Moskwie, ale w pierwszej walce przegrał z późniejszym triumfatorem igrzysk Ángelem Herrrerą z Kuby. Na mistrzostwach Europy w 1981 w Tampere Russolillo zdobył srebrny medal po porażce w finale z Wiktorem Rybakowem z ZSRR. Odpadł w ćwierćfinale mistrzostw świata w 1982 w Monachium. Ponownie zdobył srebrny medal na mistrzostwach Europy w 1983 w Warnie. W finale pokonał go reprezentant gospodarzy Emił Czuprenski.
Carlo Russolillo był mistrzem Włoch w wadze lekkiej w 1979 i 1980 oraz wicemistrzem w wadze piórkowej w 1976.